# Mark Semjonowitsch Rakita
Mark Semjonowitsch Rakita (russisch Марк Семёнович Ракита; geboren am 22. Juli 1938 in Moskau, Sowjetunion) ist ein ehemaliger sowjetischer Säbelfechter. Er gewann bei drei Olympiateilnahmen zwei Goldmedaillen und zwei Silbermedaillen. Rakita war sechsmal Weltmeister.

## Karriere
Seine erste internationale Medaille gewann Mark Rakita bei den Fechtweltmeisterschaften 1962, als er mit der sowjetischen Säbel-Mannschaft die Bronzemedaille hinter Polen und Ungarn erfocht. Bei den Fechtweltmeisterschaften 1963 erhielt das Team Silber hinter der polnischen Equipe. Bei den Olympischen Spielen 1964 in Tokio gewann die sowjetische Equipe die Goldmedaille vor Italien und Polen, während die ungarische Equipe nach sieben Olympiasiegen von 1928 bis 1960 den fünften Platz belegte. Im Einzelwettbewerb schied Rakita in Tokio im Achtelfinale gegen den späteren Olympiasieger Tibor Pézsa aus Ungarn aus.
Bei den Fechtweltmeisterschaften 1965 gewann die sowjetische Säbel-Equipe ihren ersten Titel vor den Italienern, 1966 unterlagen sie gegen die Ungarn. 1967 bei den Fechtweltmeisterschaften in Montreal gewann Rakita zwei Goldmedaillen, mit der Mannschaft gewann er vor den Ungarn, im Einzelwettbewerb gewann er vor dem Polen Jerzy Pawłowski. Bei den Olympischen Spielen 1968 in Mexiko-Stadt siegte im Einzelwettbewerb Jerzy Pawłowski im Stechen gegen Mark Rakita, Bronze ging an Tibor Pézsa, den Mannschaftswettbewerb gewannen die sowjetischen Säbelfechter gegen die Italiener.
1969, 1970 und 1971 gewann die sowjetische Equipe den Mannschaftstitel bei den Weltmeisterschaften, 1970 gewann Rakita außerdem Einzelsilber hinter  Tibor Pézsa. Bei den Olympischen Spielen 1972 in München schied Rakita im Einzelwettbewerb bereits in der ersten Runde aus. Die sowjetische Equipe erfocht Silber hinter den Italienern. 
1988 wurde Rakita in die International Jewish Sports Hall of Fame aufgenommen.